# Campiglossa venusta
Campiglossa venusta este o specie de muște din genul Campiglossa, familia Tephritidae, descrisă de Dirlbek și Dirlbekova în anul 1971.
Este endemică în Mongolia. Conform Catalogue of Life specia Campiglossa venusta nu are subspecii cunoscute.